# Hyles cingulata
Hyles cingulata är en fjärilsart som beskrevs av Stauder. 1913. Hyles cingulata ingår i släktet Hyles och familjen svärmare. Inga underarter finns listade i Catalogue of Life.